# A Bullet Sounds the Same (In Every Language)
A Bullet Sounds the Same (In Every Language) è uno split album del 2007 che vede partecipanti i gruppi musicali Inferno Sci-Fi Grind'n'Roll, Psychofagist ed OvO.

## Tracce
Inferno Sci-Fi Grind'n'Roll
1. Courage, Fork and Knife – 1:18
2. Pizzianti – 2:50
3. Murder at the Schnitzelhaus – 3:04
4. Sally Realdeal – 3:01
5. Russian Omelette – 3:48

Psychofagist
1. Unstable (Parte II) – 1:33
2. Il rispetto di nostro signore per gli invertebrati – 2:09
3. Veil/Inconsistence – 4:38

OvO
1. Narciso – 13:14